# Campeonato Mundial de Esquí Alpino de 1970
El XXI Campeonato Mundial de Esquí Alpino se celebró en la localidad alpina de Val Gardena (Italia) entre el 8 y el 15 de febrero de 1970 bajo la organización de la Federación Internacional de Esquí (FIS) y la Federación Italiana de Deportes Invernales.

## Resultados

### Masculino
| Evento                  | Oro                                  | Plata                              | Bronce                                        |
| ----------------------- | ------------------------------------ | ---------------------------------- | --------------------------------------------- |
| Descenso (15.02)        | Bernhard Russi · Suiza · 2:24,57     | Karl Cordin · Austria · 2:24,79    | Malcolm Milne Australia 2:25,09               |
| Eslalon (08.02)         | Jean-Noël Augert Francia 1:39,47     | Patrick Russel Francia 1:39,51     | Billy Kidd Estados Unidos 1:39,53             |
| Eslalon gigante (10.02) | Karl Schranz · Austria · 4:19,19     | Werner Bleiner · Austria · 4:19,58 | Dumeng Giovanoli · Suiza · 4:21,15            |
| Combinado (15.02)       | Billy Kidd Estados Unidos 21,25 pts. | Patrick Russel Francia 50,15 pts.  | Andrzej Bachleda-Curuś · Polonia · 60,90 pts. |

### Femenino
| Evento                  | Oro                               | Plata                                      | Bronce                                    |
| ----------------------- | --------------------------------- | ------------------------------------------ | ----------------------------------------- |
| Descenso (11.02)        | Annerösli Zryd · Suiza · 1:58,34  | Isabelle Mir Francia 1:58,84               | Annemarie Moser-Pröll · Austria · 2:00,43 |
| Eslalon (13.02)         | Ingrid Lafforgue Francia 1:40,44  | Barbara Ann Cochran Estados Unidos 1:42,15 | Michèle Jacot Francia 1:42,20             |
| Eslalon gigante (14.02) | Betsy Clifford · Canadá · 1:20,46 | Ingrid Lafforgue Francia 1:20,53           | Françoise Macchi Francia 1:20,60          |
| Combinado (14.02)       | Michèle Jacot Francia 30,31 pts.  | Florence Steurer Francia 37,69 pts.        | Marilyn Cochran Estados Unidos 41,84 pts. |

## Medallero
| Núm. | País           | Oro | Plata | Bronce | Total |
| ---- | -------------- | --- | ----- | ------ | ----- |
| 1    | Francia        | 3   | 5     | 2      | 10    |
| 2    | Suiza          | 2   | 0     | 1      | 3     |
| 3    | Austria        | 1   | 2     | 1      | 4     |
| 4    | Estados Unidos | 1   | 1     | 2      | 4     |
| 5    | Canadá         | 1   | 0     | 0      | 1     |
| 6    | Australia      | 0   | 0     | 1      | 1     |
|      | Polonia        | 0   | 0     | 1      | 1     |
|      | TOTAL          | 8   | 8     | 8      | 24    |